# Stylonuroidea
Super-famille
Familles de rang inférieur
- † Dolichopteridae Kjellesvig-Waering and Stromer, 1952
- † Parastylonuridae Waterston, 1979
- † Stylonuridae Diener, 1924

Les Stylonuroidea sont une super-famille fossile d'Euryptéridés, un groupe éteint d'Arthropodes Chélicérates communément appelés « scorpions de mer ». C'est l'une des quatre super-familles classées dans le sous-ordre des Stylonurina.
Les Stylonuroidea vivaient du Silurien inférieur au Dévonien supérieur. Ils sont caractérisés par leur dernière paire d'appendices prosomaux (tête) qui se différencient en pattes locomotrices, ou plus rarement en palettes natatoires formées par le développement des deux ou trois avant-dernières articles.

## Description
Les Stylonuroïdes sont des Stylonurines dont la bordure postérieure du métastome est aplatie ou tronquée. Des quatre super-familles de Stylonurines, les Stylonuroidea sont la plus mal connue. Alors que l'organisation de la plupart des clades de Stylonurines est cohérente avec les enregistrements stratigraphiques, Stylonuroidea constitue une exception dans la mesure où les premiers enregistrements des genres les plus dérivés (Ctenopterus et Laurieipterus) apparaissent contemporains des premiers enregistrements des genres les plus primitifs (Parastylonurus et Stylonurella).
Les stratégies d'alimentation par balayage ont évolué indépendamment dans deux des quatre super-familles de Stylonurines, les Stylonuroidea et les Hibbertopteroidea. Dans ces deux super-familles, les adaptations à cette stratégie alimentaire passent par des modifications des épines des appendices prosomaux antérieurs pour ratisser le substrat des habitats. Les Stylonuroïdes ont des épines fixes sur les appendices II-IV qui auraient pu être utilisées comme des filets pour ratisser les sédiments et ainsi piéger tout ce qui se trouvait sur leur passage.

## Systématique
La majorité des spécimens fossiles étant incomplets, l'organisation interne de la super-famille des Stylonuroidea est parmi les moins bien connues au sein des Stylonurina et plus généralement des Eurypterida. Ainsi, par exemple, le seul spécimen connu de Stylonurus powriensis ne compte aucun appendice prosomal antérieur ni pratiquement aucune structure ventrale. De même les spécimens de Stylonurella spinipes sont dépourvus de métastome, de pretelson et de telson et ceux de Pagea sturrocki de toutes structures dorsales.
Le manque de restes fossiles de qualité conduit à des problèmes de systématique interne à la super-famille. Par exemple, la famille des Parastylonuridae est probablement paraphylétique mais est conservée du fait manque de spécimens complets des genres qu'elle contient, Parastylonurus et Stylonurella.

### Liste des familles, sous-familles et genres
- Famille † des Dolichopteridae Kjellesvig-Waering and Stromer, 1952
  - genre Clarkeipterus Kjellesvig-Waering, 1966
  - genre Dolichopterus Hall, 1859
  - genre Malongia Wang et al., 2022
  - genre Ruedemannipterus Sepkoski, 2002
- Famille † des Parastylonuridae Waterston, 1979
  - genre Parastylonurus Kjellesvig-Waering, 1966
  - genre Stylonurella Kjellesvig-Waering, 1966
- Famille † des Stylonuridae Diener, 1924
  - genre Pagea Waterston, 1962
  - genre Soligorskopterus Plax et al., 2018
  - genre Stylonurus Page, 1856
  - Sous-famille † des Laurieipterinae Kjellesvig-Waering, 1966
    - genre Ctenopterus Clarke & Ruedermann, 1912
    - genre Laurieipterus Kjellesvig-Waering, 1966